# Fyllingen Fotball 1993
Questa pagina raccoglie i dati riguardanti il Fyllingen Fotball nelle competizioni ufficiali della stagione 1993.

## Stagione
Il Fyllingen chiuse la stagione al dodicesimo posto finale, retrocedendo così nella 1. divisjon. L'avventura nella Coppa di Norvegia si chiuse invece in semifinale, quando la squadra fu eliminata dallo Strømsgodset. I calciatori più utilizzati in campionato furono Asbjørn Helgeland ed Eirik Høysæther, con 22 presenze. Helgeland fu anche il miglior marcatore, con 7 reti all'attivo.

## Rosa
| N. |                     | Ruolo | Calciatore        |
| -- | ------------------- | ----- | ----------------- |
|    | Norvegia (bandiera) | P     | Vidar Bahus       |
|    | Norvegia (bandiera) | P     | Kjetil Elvenes    |
|    | Norvegia (bandiera) | D     | Kent Leon Bergset |
|    | Norvegia (bandiera) | D     | Inge Ludvigsen    |
|    | Norvegia (bandiera) | D     | Per-Ove Ludvigsen |
|    | Norvegia (bandiera) | D     | Thomas Mala       |
|    | Norvegia (bandiera) | D     | Arild Stokke      |
|    | Norvegia (bandiera) | D     | Terje Tviberg     |
|    | Norvegia (bandiera) | D     | Trond Vinterstø   |
|    | Norvegia (bandiera) | C     | Arild Andersen    |
|    | Norvegia (bandiera) | C     | Rolf Barmen       |

| N. |                     | Ruolo | Calciatore          |
| -- | ------------------- | ----- | ------------------- |
|    | Norvegia (bandiera) | C     | Gjert Rein Berntsen |
|    | Norvegia (bandiera) | C     | Kjetil Børnes       |
|    | Norvegia (bandiera) | C     | Tore Knut Brogstad  |
|    | Norvegia (bandiera) | C     | Ronny Farstad       |
|    | Norvegia (bandiera) | C     | Tore Hadler-Olsen   |
|    | Norvegia (bandiera) | C     | Asbjørn Helgeland   |
|    | Norvegia (bandiera) | A     | Frode Hellesø       |
|    | Norvegia (bandiera) | A     | Eirik Høysæther     |
|    | Norvegia (bandiera) | A     | Håkon Knudsen       |
|    | Norvegia (bandiera) | A     | Ole Sten            |

## Calciomercato

### Sessione invernale
| Acquisti | Acquisti          | Acquisti | Acquisti   |
| R.       | Nome              | da       | Modalità   |
| -------- | ----------------- | -------- | ---------- |
| C        | Tore Hadler-Olsen | Brann    | definitivo |

| Cessioni | Cessioni | Cessioni | Cessioni |
| R.       | Nome     | a        | Modalità |
| -------- | -------- | -------- | -------- |

### Sessione estiva
| Acquisti | Acquisti | Acquisti | Acquisti |
| R.       | Nome     | da       | Modalità |
| -------- | -------- | -------- | -------- |

| Cessioni | Cessioni | Cessioni | Cessioni |
| R.       | Nome     | a        | Modalità |
| -------- | -------- | -------- | -------- |

## Risultati

### Eliteserien

#### Girone di andata
| Arbitro: | Hermansen |

|            |           |               |
| Strand 14’ | Marcatori | 51’ Høysæther |

| Tønsberg 9 maggio 1993, ore 18:00 2ª giornata | Fyllingen | 0 – 0 referto | Bodø/Glimt | Tønsberg Stadion (3.074 spett.)\| Arbitro: \| Haugstad \| |
| Arbitro:                                      | Haugstad  |               |            |                                                           |

| Arbitro: | Larsgård |

|                                                     |           |                  |
| Bjønsaas 12’ Strandli 15’ Pettersen 78’ Mykland 80’ | Marcatori | 23’ P. Ludvigsen |

| Arbitro: | Ditlefsen |

|                                |           |               |
| P. Ludvigsen 51’ Helgeland 86’ | Marcatori | 44’ Østenstad |

| Arbitro: | Skjervold |

|                            |           |  |
| Kaasa 31’, 41’ Johnsen 79’ | Marcatori |  |

| Arbitro: | Hermansen |

|  |           |                                                 |
|  | Marcatori | 5’ Sørloth 34’ Leonhardsen 38’ Løken 59’ Tangen |

| Arbitro: | Hollung |

|                                    |           |               |
| McManus 6’ Karlsson 65’ Mjelde 90’ | Marcatori | 27’ Helgeland |

| Arbitro: | Aass |

|                                                 |           |                              |
| Knudsen 10’ Helgeland 24’, 77’, 79’ Hellesø 73’ | Marcatori | 39’ Francis 57’, 85’ Frigård |

| Tromsø 27 giugno 1993, ore 18:00 9ª giornata | Tromsø | 0 – 0 referto | Fyllingen | Alfheim Stadion (4.324 spett.)\| Arbitro: \| Thorp \| |
| Arbitro:                                     | Thorp  |               |           |                                                       |

| Arbitro: | Singsaas |

|                                          |           |                              |
| Johansson 4’ Soltvedt 68’ A. Stavrum 82’ | Marcatori | 31’ Knudsen 60’ P. Ludvigsen |

| Arbitro: | Skjervold |

|  |           |               |
|  | Marcatori | 66’ Ingelstad |

#### Girone di ritorno
| Arbitro: | Kvam |

|                            |           |            |
| Berntsen 61’ Høysæther 74’ | Marcatori | 26’ Strand |

| Arbitro: | Øvrebø (Oslo) |

|                                                           |           |          |
| Hansen 5’ Berg 30’ Brattbakk 52’ Bjørkan 58’ Mikalsen 71’ | Marcatori | 54’ Sten |

| Arbitro: | Hermansen |

|                                            |           |  |
| I. Ludvigsen 18’ Farstad 80’ Helgeland 82’ | Marcatori |  |

| Arbitro: | Thorp |

|              |           |  |
| Meinseth 49’ | Marcatori |  |

| Tønsberg 22 agosto 1993, ore 18:00 16ª giornata | Fyllingen | 0 – 0 referto | Lyn Oslo | Tønsberg Stadion (1.605 spett.)\| Arbitro: \| Pedersen \| |
| Arbitro:                                        | Pedersen  |               |          |                                                           |

| Arbitro: | Hermansen |

|                                                                |           |               |
| Dahlum 6’ Leonhardsen 43’ Riseth 56’ Skammelsrud 87’ Løken 88’ | Marcatori | 81’ Helgeland |

| Arbitro: | Kjelbrott |

|             |           |                 |
| Knudsen 38’ | Marcatori | 80’, 87’ Mjelde |

| Arbitro: | Johannessen |

|                                                                    |           |  |
| Francis 6’ Frigård 41’, 43’ Haslene 67’ Engerbakk 79’ Sanderud 83’ | Marcatori |  |

| Bergen 26 settembre 1993, ore 15:00 20ª giornata | Fyllingen | 0 – 0 referto | Tromsø | Varden Amfi (1.408 spett.)\| Arbitro: \| Halle \| |
| Arbitro:                                         | Halle     |               |        |                                                   |

| Arbitro: | Kvam |

|             |           |                                                |
| Knudsen 54’ | Marcatori | 39’, 50’, 87’ Soltvedt 45’, 69’, 74’ Eskelinen |

| Arbitro: | Kjelbrott |

|                                                     |           |  |
| Solbakken 26’, 76’ Belsvik 30’, 38’, 74’ Erstad 89’ | Marcatori |  |

### Coppa di Norvegia
|  | Nest | 0 – 2 | Fyllingen |  |

|  | Fyllingen | 2 – 1 | Løv-Ham |  |

|  | Jevnaker | 2 – 4 | Fyllingen |  |

|  | Sogndal | 3 – 4 | Fyllingen |  |

|  | Fyllingen | 1 – 0 | Lillestrøm |  |

|  | Strømsgodset | 2 – 1 | Fyllingen |  |

## Statistiche

### Statistiche di squadra
| Competizione      | Punti | In casa | In casa | In casa | In casa | In casa | In casa | In trasferta | In trasferta | In trasferta | In trasferta | In trasferta | In trasferta | Totale | Totale | Totale | Totale | Totale | Totale | DR  |
| Competizione      | Punti | G       | V       | N       | P       | Gf      | Gs      | G            | V            | N            | P            | Gf           | Gs           | G      | V      | N      | P      | Gf     | Gs     | DR  |
| ----------------- | ----- | ------- | ------- | ------- | ------- | ------- | ------- | ------------ | ------------ | ------------ | ------------ | ------------ | ------------ | ------ | ------ | ------ | ------ | ------ | ------ | --- |
| Tippeligaen       | 26    | 11      | 4       | 3       | 4       | 14      | 18      | 11           | 0            | 2            | 9            | 7            | 37           | 22     | 4      | 5      | 13     | 21     | 55     | -34 |
| Coppa di Norvegia | -     | 2       | 2       | 0       | 0       | 8       | 1       | 4            | 3            | 0            | 1            | 11           | 7            | 6      | 5      | 0      | 1      | 19     | 8      | +11 |
| Totale            | -     | 13      | 6       | 3       | 4       | 22      | 19      | 15           | 3            | 2            | 10           | 18           | 44           | 28     | 9      | 5      | 14     | 40     | 63     | -23 |

### Statistiche dei giocatori
| Giocatore       | Eliteserien | Eliteserien | Coppa di Norvegia | Coppa di Norvegia | Totale   | Totale |
| Giocatore       | Presenze    | Reti        | Presenze          | Reti              | Presenze | Reti   |
| --------------- | ----------- | ----------- | ----------------- | ----------------- | -------- | ------ |
| A. Andersen     | 10          | 0           | ?                 | ?                 | 10+      | 0+     |
| V. Bahus        | 19          | 0           | ?                 | ?                 | 19+      | 0+     |
| R. Barmen       | 16          | 0           | ?                 | ?                 | 16+      | 0+     |
| K. Bergset      | 20          | 0           | ?                 | ?                 | 20+      | 0+     |
| G. Berntsen     | 19          | 1           | ?                 | ?                 | 19+      | 1+     |
| K. Børnes       | 1           | 0           | ?                 | ?                 | 1+       | 0+     |
| T. Brogstad     | 20          | 0           | ?                 | ?                 | 20+      | 0+     |
| K. Elvenes      | 3           | 0           | ?                 | ?                 | 3+       | 0+     |
| R. Farstad      | 9           | 1           | ?                 | ?                 | 9+       | 1+     |
| T. Hadler-Olsen | 0           | 0           | ?                 | ?                 | 0+       | 0+     |
| A. Helgeland    | 22          | 7           | ?                 | ?                 | 22+      | 7+     |
| F. Hellesø      | 15          | 1           | ?                 | ?                 | 15+      | 1+     |
| E. Høysæther    | 22          | 2           | ?                 | ?                 | 22+      | 2+     |
| H. Knudsen      | 20          | 4           | ?                 | ?                 | 20+      | 4+     |
| I. Ludvigsen    | 20          | 1           | ?                 | ?                 | 20+      | 1+     |
| P. Ludvigsen    | 14          | 3           | ?                 | ?                 | 14+      | 3+     |
| T. Mala         | 1           | 0           | ?                 | ?                 | 1+       | 0+     |
| O. Sten         | 20          | 1           | ?                 | ?                 | 20+      | 1+     |
| A. Stokke       | 9           | 0           | ?                 | ?                 | 9+       | 0+     |
| T. Tviberg      | 13          | 0           | ?                 | ?                 | 13+      | 0+     |
| T. Vinterstø    | 11          | 0           | ?                 | ?                 | 11+      | 0+     |